# هلیکوباکتر
هلیکوباکتر یکی از سرده‌های شاخه پروتئوباکتریا ، رده اپسیلون‌پروتئوباکتریا است. این باکتری گرم منفی کم هوازی و تاژکدار می‌باشد که برخی از گونه‌های آن بیماریزا هستند. برای نمونه هلیکوباکتر پیلوری و هلیکوباکتر هیلمانی(H. heilmannii)، باعث زخم معده می‌شوند. هلیکوباکترپیلوری اوره آز مثبت بوده در برابر اغلب آنتی بیوتیکها مقاوم است. این باکتری در بسیاری از بیماران مبتلا به مشکلات گوارشی در مخاط معده مشاهده می‌شود.
هلیکوباکترهیلمانی بر خلاف هلیکوباکتر پیلوری محدود به انسان نبوده و ۸۰-۱۰۰٪ گربه‌ها، سگها و خوک‌ها را نیز دچار گاستریت خفیف می‌نماید. به‌دلیل ارتباط انسان با جانوران اهلی این بیماری به عنوان بیماری مشترک انسان و حیوان در نظر گرفته شده‌است.